# Zanzibarské souostroví
Zanzibarské souostroví je skupina ostrovů u východního pobřeží Afriky, jižně od Somálského moře. Je jich 46, ale hlavní jsou čtyři. Tři z nich jsou obydleny, a to Zanzibar (asi 900 000 obyvatel), Pemba (400 000) a Mafia (50 000), jeden, korálový ostrov Latham, je pak neobydlen. Všechny ostrovy patří státu Tanzanie. Krom ostrova Mafia patří k poloautonomní oblasti Zanzibar, Mafia náleží k regionu Pwani.